# 376
376（三百七十六、さんびゃくななじゅうろく）は自然数、また整数において、375の次で377の前の数である。

## 性質
- 376は合成数であり、約数は 1, 2, 4, 8, 47, 94, 188, 376 である。
  - 約数の和は720。
  - 約数の和の平均が整数になる11番目の数である。1つ前は348、次は480。
  - 約数の個数が3連続(374,375,376)で同じになる12番目の3連続の中で最大の数である。1つ前は303、次は395。
- 16番目の五角数である。1つ前は330、次は425。
  - 376 = 16 + 17 + 18 + 19 + … + 29 + 30 + 31 (16からの16連続整数の和)
- 376を2乗すると 3762 = 141376 と下3桁が376となる。よって全ての376の累乗数の下3桁もまた376となる。
  - 6番目の自己同形数である。1つ前は76、次は625。
- 各位の和(数字和)が16になる16番目の数である。1つ前は367、次は385。
  - 各位の和(数字和)が n になる n 番目の数である。1つ前は294、次は467。
- 376 = 496 − 120
  - 完全数を作る数式 2n−1(2n − 1) からできる4番目の倍積完全数120と5番目の倍積完全数496の差が376である。1つ前は92、次は1520。(オンライン整数列大辞典の数列 A010036)
- 376 = 42 + 62 + 182 = 62 + 122 + 142
  - 3つの平方数の和2通りで表せる93番目の数である。1つ前は373、次は379。(オンライン整数列大辞典の数列 A025322)
  - 異なる3つの平方数の和2通りで表せる74番目の数である。1つ前は373、次は382。(オンライン整数列大辞典の数列 A025340)
- 376 = 13 + 53 + 53 + 53 = 23 + 33 + 53 + 63
  - 4つの正の数の立方数の和で表せる88番目の数である。1つ前は372、次は378。(オンライン整数列大辞典の数列 A003327)
  - 376 = 23 + 33 + 53 + 63
    - 異なる正の数の4つの立方数の和1通りで表せる12番目の数である。1つ前は369、次は379。(オンライン整数列大辞典の数列 A025408)
    - n = 3 のときの 2n + 3n + 5n + 6n の値とみたとき1つ前は74、次は2018。
    - 376 = (5−1/2)3 + (7−1/2)3 + (11−1/2)3 + (13−1/2)3
- 376 = 23 × 47
  - p3 × q の形で表せる21番目の数である。1つ前は375、次は424。(オンライン整数列大辞典の数列 A065036)

## その他 376 に関連すること
- 西暦376年